# هیگ‌بی (میزوری)
هیگ‌بی (به انگلیسی: Higbee) یک شهر در ایالات متحده آمریکا است که در شهرستان رندولف، میزوری واقع شده‌است. هیگ‌بی ۱٫۱۱ کیلومتر مربع مساحت و ۵۶۸ نفر جمعیت دارد و ۲۶۵ متر بالاتر از سطح دریا واقع شده‌است.